# W. J. F. Jenner
William John Francis „Bill“ Jenner (chin. 詹纳尓; * 1940) ist ein englischer Sinologe, Spezialist für chinesische Geschichte und Kultur sowie Übersetzer chinesischer Literatur.

## Biografie
Jenner studierte von 1958 bis 1962 in Oxford Chinesisch und schrieb seine Dissertation über die Geschichte von Luoyang im 5. und 6. Jahrhundert.
Von 1963 bis 1965 arbeitete Jenner als Übersetzer am Verlag für fremdsprachige Literatur in Peking. Dort entstand u. a. From Emperor to Citizen (Bd. 1 1964, Bd. 2 1965; spätere Ausgaben in einem Band, darunter eine von Oxford University Press), eine Übersetzung der „Autobiografie“ des letzten Kaisers von China, Puyi. Er begann mit einer Übersetzung des Romans Die Reise nach Westen.
Ab 1965 unterrichtete Jenner an der Universität Leeds, der Australian National University und der University of East Anglia.
Von 1979 bis 1985 kehrte Jenner im Sommer stets nach China zurück, um an der Übersetzung der Reise nach Westen und an anderen Werken – u. a. von Lu Xun – zu arbeiten.
Sein jüngstes Projekt ist eine zweibändige Geschichte Chinas von der Steinzeit bis heute.
Jenner hat zwei Töchter und einen Sohn.

## Werkauswahl

### Übersetzungen
- Wu Cheng’en: Journey to the West. Verlag für fremdsprachige Literatur, Beijing
- Lu Xun: Selected Poems. Verlag für fremdsprachige Literatur, Beijing 1982.
- Ding Ling: Miss Sophie's Diary and Other Stories. Panda Books / Chinese Literature Press, Beijing 1985.
- Modern Chinese Stories. Oxford University Press 1970; mit Gladys Yang.
- Chinese Lives. An Oral History of Contemporary China. Pantheon, New York 1987; mit Delia Davin und Cheng Lingfang.
- From Emperor to Citizen. The Autobiography of Aisin-Gioro Pu Yi. Oxford University Press 1987 / Verlag für fremdsprachige Literatur, Beijing 1989.
- Zhang Leping: Adventures of Sanmao the Orphan. Joint Publications, Hongkong 1981; mit C.M. Chan.

### Monografien
- Memories of Loyang. Yang Hsüan-chih and the Lost Capital, 493–534. Clarendon Press, Oxford / Oxford University Press, New York 1981.
- The Tyranny of History. The Roots of China’s Crisis. Penguin, London 1992. Deutsche Ausgabe: Chinas langer Weg in die Krise. Die Tyrannei der Geschichte. Klett-Cotta Stuttgart 1993, ISBN 978-3-608-93667-4.
- A Knife in My Ribs for a Mate. Reflections on Another Chinese Tradition. Australian National University, Canberra 1993.

### Artikel
- 1979: A New Start for Literature in China? China Quarterly 86, Cambridge University Press / School of Oriental and African Studies, Juni 1981, S. 274–303.
- Race and History in China New Left Review 11, September/Oktober 2001.
- Introduction to Mao's “Letter to Comrade Lin Piao” New Left Review 1.65, Januar/Februar 1971.
- The New Chinese Revolution New Left Review 1.53, Januar/Februar 1969.
- History in the Manufacture New Left Review 1.41, Januar/Februar 1967.
- China Today New Left Review 1.17, Winter 1962.

| Personendaten    | Personendaten                                                                                                 |
| ---------------- | --- |
| NAME             | Jenner, W. J. F.                                                                                              |
| ALTERNATIVNAMEN  | Jenner, William John Francis (vollständiger Name); Jenner, Bill (Spitzname)                                   |
| KURZBESCHREIBUNG | englischer Sinologe, Spezialist für chinesische Geschichte und Kultur sowie Übersetzer chinesischer Literatur |
| GEBURTSDATUM     | 1940 |